# 압해서초등학교
압해서초등학교는 대한민국 전라남도 신안군에 있는 초등학교다.

## 학교 연혁
- 1962. 06. 30 압해서국민학교로 개교
- 1982. 03. 01 체육부 지정 급식학교
- 1984. 06. 05 압해서초등학교병설유치원 개원
- 1994. 11. 08 신안교육청지정 환경시범학교
- 1996. 03. 01 압해서초등학교로 개칭
- 1996. 11. 11 신안교육청지정 열린교육 시범학교 보고회
- 1997. 11. 28 도지정 표준학교 가꾸기 발표회
- 2005. 03. 01 전라남도 교육청지정 소규모 학교간 협동교육 연구학교
- 2009. 03. 01 전라남도교육청지정 교육과정 정책연구학교
- 2009. 03. 01 학력향상형 창의경영학교 시작
- 2012. 02. 17 제50회 졸업식(졸업생 16명) 총 2,826명 배출
- 2012. 02. 29 학력향상형 창의경영학교 종료
- 2012. 03. 01 무지개학교 지정(~ 2016.02.29 종료)
- 2012. 03. 01 교과부요청 기초학력 향상 연구학교(도지정)
- 2012. 03. 01 학력향상형 창의경영 선도학교 지정
- 2013. 02. 19 제51회 졸업식(졸업생 16명) 총 2,842명 배출
- 2014. 02. 14 제52회 졸업식(졸업생 11명) 총 2,853명 배출
- 2014. 09. 01 제19대 윤석권 교장 부임
- 2015. 02. 13 제53회 졸업장 수여식 (총 졸업생 2,865명)
- 2015. 03. 01 신안교육지원청 지정 유치원 연구학교(2015.03.01~2016.02.29)